# Boven Coppename
Boven Coppename è un comune (ressort) del Suriname di 595	abitanti.